# Leucoptera (rastlina)
Rod Leucoptera je majhen rod kritosemenk iz plemena kamilic (Anthemideae) v družini nebinovk (Asteraceae).
Vrste
- Leucoptera asterocarpa Mart. - Brazilija
- Leucoptera nodosa (Thunb.) B.Nord. - Južna Afrika
- Leucoptera oppositifolia B.Nord. - Južna Afrika
- Leucoptera subcarnosa B.Nord. - Južna Afrika